# Verdalle
Verdalle é uma comuna francesa na região administrativa de Occitânia, no departamento de Tarn. Estende-se por uma área de 24,24 km². Em 2010 a comuna tinha 1 177 habitantes (densidade: 48,6 hab./km²).